# 审敛法
在数学领域，收敛性判别法是判断无穷级数收敛、条件收敛、绝对收敛、区间收敛或发散的方法。

## 判别法列表

### 通项极限判别法
如果序列通项的极限不为零或无定义，即{\displaystyle \lim _{n\rightarrow \infty }a_{n}\neq 0}，那么级数不收敛。在这种意义下，部分和是柯西数列的必要条件是极限存在且为零。这一判别法在通项极限为零时无效。

### 比值审敛法（检比法）
假设对任何的{\displaystyle n}，{\displaystyle a_{n}>0}。如果存在{\displaystyle r}使得：
{\displaystyle \lim _{n\to \infty }\left|{\frac {a_{n+1}}{a_{n}}}\right|=r}
如果{\displaystyle r<1}，那么级数绝对收敛。如果{\displaystyle r>1}，那么级数发散。如果{\displaystyle r=1}，比例判别法失效，级数可能收敛也可能发散，此时可以考虑高斯判别法。

### 高斯判别法
设{\displaystyle \sum _{n=1}^{\infty }a_{n}}是要判断审敛性的级数，其中（至少从某一项开始）{\displaystyle a_{n}>0}。倘若其相邻项比值{\displaystyle {\frac {a_{n}}{a_{n+1}}}}可以被表示为：
{\displaystyle {\frac {a_{n}}{a_{n+1}}}=\lambda +{\frac {\mu }{n}}+{\frac {\theta _{n}}{n^{2}}}}
其中{\displaystyle \lambda }和{\displaystyle \mu }都是常数，而{\displaystyle \theta _{n}}是一个有界的序列，那么
- 当{\displaystyle \lambda >1}或{\displaystyle \lambda =1,\mu >1}时，级数收敛；
- 当{\displaystyle \lambda <1}或{\displaystyle \lambda =1,\mu \leq 1}时，级数发散。

### 根值审敛法（检根法）
{\displaystyle r=\limsup _{n\rightarrow \infty }{\sqrt[{n}]{|a_{n}|}}}
其中{\displaystyle \limsup }表示上极限（可能为无穷，若极限存在，則极限值等于上极限）。
如果{\displaystyle r<1}，级数绝对收敛。如果{\displaystyle r>1}，级数发散。如果{\displaystyle r=1}，开方判别法无效，级数可能收敛也可能发散。

### 积分判别法
级数可以与积分式比较来确定其敛散性。令{\displaystyle f(n)=a_{n}}为一正项单调递减函数。如果：
{\displaystyle \int _{1}^{\infty }f(x)\,dx=\lim _{t\to \infty }\int _{1}^{t}f(x)\,dx<\infty }
那么级数收敛。如果积分发散，那么级数也发散。

### 比較審斂法
如果{\displaystyle \sum _{n=1}^{\infty }b_{n}}是一個絕對收斂級數且對於足夠大的{\displaystyle n}，有{\displaystyle |a_{n}|\leq |b_{n}|}，那麼級數{\displaystyle \sum _{n=1}^{\infty }a_{n}}也絕對收斂。

### 極限比較審斂法
如果{\displaystyle \left\{a_{n}\right\}\geq 0,\left\{b_{n}\right\}>0}，并且极限{\displaystyle \lim _{n\to \infty }{\frac {a_{n}}{b_{n}}}}存在非零，那么{\displaystyle \sum _{n=1}^{\infty }a_{n}}收敛当且仅当{\displaystyle \sum _{n=1}^{\infty }b_{n}}收敛。

### 交错级数判别法
具有以下形式的级数{\displaystyle \sum _{n=0}^{\infty }(-1)^{n}a_{n}\!}。其中所有的{\displaystyle a_{n}}非负，被称作交错级数。如果当{\displaystyle n}趋于无穷时，数列{\displaystyle a_{n}}的极限存在且等于{\displaystyle 0}，并且每个{\displaystyle a_{n}}小于或等于{\displaystyle a_{n-1}}（即数列{\displaystyle a_{n}}是单调递减的），那么级数收敛。如果{\displaystyle L}是级数的和{\displaystyle \sum _{n=0}^{\infty }(-1)^{n}a_{n}=L\!}那么部分和{\displaystyle S_{k}=\sum _{n=0}^{k}(-1)^{n}a_{n}\!}逼近{\displaystyle L}有截断误差{\displaystyle \left|S_{k}-L\right\vert \leq \left|S_{k}-S_{k-1}\right\vert =a_{k}\!}。

### 阿贝尔判别法
给定两个实数项数列{\displaystyle \{a_{n}\}}和{\displaystyle \{b_{n}\}}，如果数列满足{\displaystyle \sum _{n=1}^{\infty }a_{n}}收敛，{\displaystyle \{b_{n}\}}是单调且有界的，则级数{\displaystyle \sum _{n=1}^{\infty }a_{n}b_{n}}收敛。

## 参阅
- 狄利克雷判别法
- 拉比判别法